# Afa Anoa'i
Arthur (Afa) Anoa'i (Leone, 21 november 1943 – 16 augustus 2024) was een Samoaans professioneel worstelaar en manager.
Afa en Sika worstelden en wonnen samen als tag team Wild Samoans vele titels.
Hij overleed op 80-jarige leeftijd.

## In worstelen
Afwerking en kenmerkende bewegingen:
- Headbutt
- Samoan drop
- Superkick

Managers:
- Captain Lou Albano
- Ole Anderson
- Brother Ernest Angel
- Oliver Humperdink
- Sonny King

Bijnamen:
- The Dream Maker
- The Godfather of Professional Wrestling
- Pops
- The Wild Samoan

Worstelaars dat Afa de manager is:
- Headshrinker Fatu
- Samoan Savage
- Samu
- Headshrinker Sionne
- Yokozuna

Worstelaars getraind door Afa:
- Afa Jr.
- Batista
- Court Bauer
- Black Pearl
- Melissa Coates
- Terry Gordy
- Bob Hansen
- Michael Hayes
- Billy Kidman
- Chris Kanyon
- Kishi
- Kevin Matthews
- Rocco Rock
- Jeff Roth
- Havoc
- Sugaa
- RO'Z
- Samu
- L.A. Smooth
- Snitsky
- Umaga
- Virgil
- Yokozuna
- Mickey Rourke

## Erelijst
- Championship Wrestling from Florida
  - NWA Florida Tag Team Championship (1 keer met Sika)

- Continental Wrestling Association
  - AWA Southern Tag Team Championship (1 keer met Sika)

- Georgia Championship Wrestling
  - NWA National Tag Team Championship (1 keer met Sika)

- Gulf Coast Championship Wrestling
  - NWA Gulf Coast Tag Team Championship (2 keer met Sika)

- International Wrestling Alliance
  - IWA Tag Team Championship (1 keer met Sika)

- Mid-South Wrestling Association
  - Mid-South Tag Team Championship (3 keer met Sika)

- NWA All-Star Wrestling
  - NWA Canadian Tag Team Championship (Vancouver version) (1 keer met Sika)

- NWA Detroit
  - NWA World Tag Team Championship (Detroit version) (2 keer met Sika)

- Southeastern Championship Wrestling
  - NWA Southern Tag Team Championship (Southern Division) (2 keer met Sika)

- Stampede Wrestling
  - Stampede International Tag Team Championship (2 keer met Sika)

- World Wrestling Federation / World Wrestling Entertainment
  - WWF Tag Team Championship (3 keer met Sika)
  - WWE Hall of Fame (Class of 2007)